# Ретавас
Рета́вас (лит. Rietavas, устар. рус. Ретово) — город на севро-западе Литвы в 25 км к югу от Плунге, административный центр Ретавского самоуправления Тельшяйского уезда. Через Ретавас проходят шоссе Крижкальнис — Вежайчяй и Плунге — Таураге.

## Инфраструктура
В городе имеются почтовое отделение, больница, Жемайтийская коллегия, гимназия имени Лауринаса Ивинскиса, ясли-сад, художественная и музыкальная школа, центр культуры, публичная библиотека имени Иринеуша Огинского, историко-культурный музей Огинских. Среди достопримечательностей Ретаваса — усадьба Ретавского поместья, сооружённый в 1853—1874 годах костёл Святого архангела Михаила, памятник Свободе (1928, предполагаемый автор скульптор Бронюс Пундзюс).

## История
Первое упоминание города относится к 1253 году. C 1763 года Ретавасом владели князья Огинские. В 1892 году в городе, первом на территории современной Литвы, появилась телефонная связь. Также в том же году он стал первым городом в Литве, где заработала электростанция и появилось электрическое уличное освещение. В 1950—1962 годах Ретавас был центром Ретавского района.

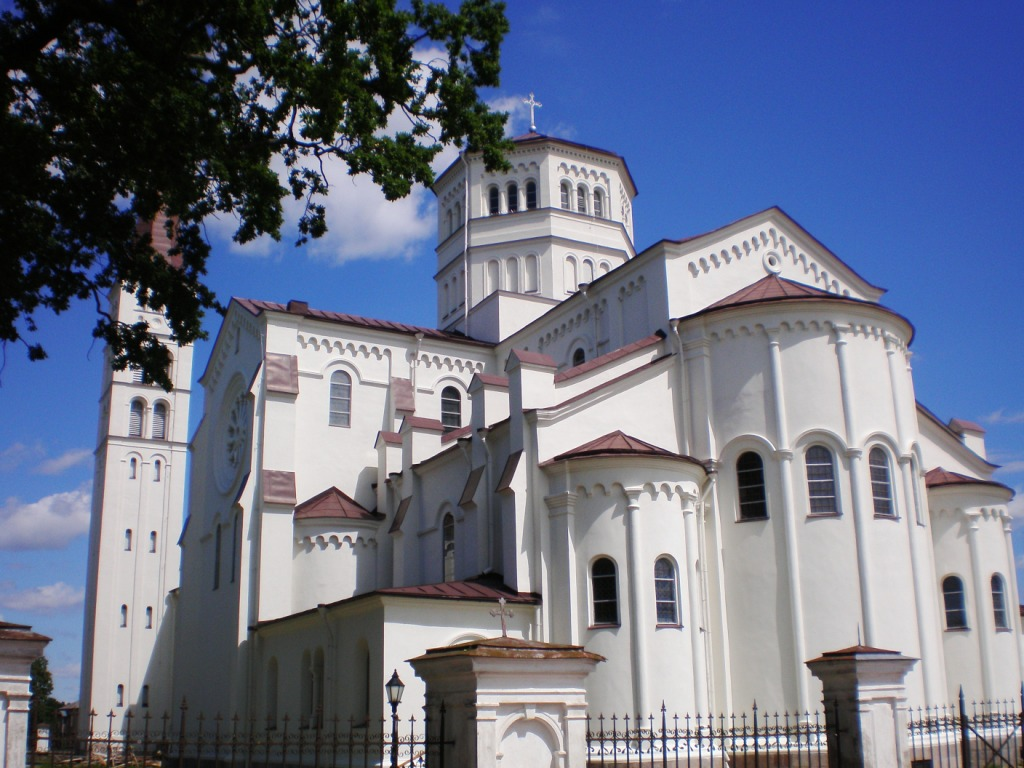
Католический храм в Ретавасе

## Население
Население составляло в 1833 году 607 человек, в 1859—984 человека. В настоящее время (2020 год) 3149 жителей.
| Год  | Численность | Численность |
| ---- | ----------- | ----------- |
| 2001 | 3979        | [ 3 ]       |
| 2002 | 3925        | [ 3 ]       |
| 2003 | 3910        | [ 3 ]       |
| 2004 | 3831        | [ 3 ]       |
| 2005 | 3761        | [ 3 ]       |
| 2006 | 3669        | [ 3 ]       |
| 2007 | 3589        | [ 3 ]       |
| 2008 | 3502        | [ 3 ]       |
| 2009 | 3426        | [ 3 ]       |
| 2010 | 3364        | [ 3 ]       |
| 2011 | 3258        | [ 3 ]       |
| 2012 | 3192        | [ 3 ]       |
| 2013 | 3635        | [ 3 ]       |
| 2014 | 3574        | [ 3 ]       |
| 2015 | 3516        | [ 3 ]       |
| 2016 | 3437        | [ 3 ]       |
| 2017 | 3305        | [ 4 ]       |
| 2018 | 3200        | [ 3 ]       |
| 2019 | 3197        | [ 3 ]       |
| 2020 | 3152        | [ 3 ]       |
| 2021 | 3234        | [ 3 ]       |
| 2022 | 3209        | [ 3 ]       |
| 2023 | 3253        | [ 3 ]       |